# デアリング (駆逐艦・2代)
| 画像をアップロード | |
| 艦歴               | |
| 発注               | 1931年2月2日 |
| 起工               | 1931年6月18日 |
| 進水               | 1932年4月7日 |
| 就役               | 1932年11月25日 |
| その後             | 1940年2月18日に戦没 |
| 退役               | |
| 除籍               | |
| 性能諸元           | |
| 排水量             | 満載： 1,942トン |
| 全長               | 100.3m |
| 全幅               | 10.1m |
| 吃水               | 3.8m |
| 機関               | アドミラリティ・ボイラー 3缶 パーソンズ式蒸気タービン2基 2軸推進、36,000shp(27,000 kW)                                                                             |
| 速力               | 36ノット |
| 航続距離           | 15ノットで5,870海里 |
| 乗員               | 145名 |
| 兵装               | 119mm(4.7in) Mark IX 単装砲 4門 76.2mm(3in)対空砲 1門 QF 2ポンド Mk.II 対空砲 2門 533mm（21in）Mk.IX 4連装魚雷発射管 2基 爆雷 20発 爆雷投射機 2基 爆雷投下軌条 1軌 |

デアリング (HMS Daring, H16) はイギリス海軍の駆逐艦。D級。

## 艦歴
1930年の海軍計画で1931年2月2日に発注、ウールストンのジョン・アイ・ソーニクロフト社の造船所で1931年6月18日に起工。1932年4月7日に進水し、1932年11月25日に竣工。兵器、弾薬、通信機器といった海軍本部によって供給されるものを除いた費用は22万5536ポンドであった。「デアリング」は最初は地中海の第1駆逐艦戦隊に配属され、1933年9、10月にはペルシャ湾や紅海に展開した。1934年9月3日から10月24日まで、中国艦隊での活動のための修理がシアネス工廠でなされた。1934年12月に極東に向かい、第8駆逐艦戦隊に所属。以降、第二次世界大戦勃発までそこで活動した。 
1939年9月に第二次世界大戦が始まる少し前、「デアリング」と同型艦の「ダンカン」、「ダイアナ」、「デインティ」は地中海艦隊に転属となった。「デアリング」は護衛や哨戒のため1939年11月まで紅海にとどまった。11月25日から12月20日までマルタでオーバーホールを実施。1940年はじめにはユニオン＝キャッスル・ラインの客船「Dunnottar Castle」をベルファストまで護衛し、ポーツマスで1月25日まで修理。1940年2月10日、護衛任務にあたるためスカパ・フローで第3駆逐艦戦隊に編入。。
1940年2月18日早朝、「デアリング」の護衛していたHN12船団がドイツ潜水艦「U23」に発見された。この船団はベルゲンからMethilへ向かっていたもので、他に駆逐艦「アイレクス」、「イングルフィールド」などが護衛しており、潜水艦「シスル」も同行していた。「U23」は「デアリング」に対して魚雷1本を発射。魚雷は左舷艦尾付近に命中した。続いて後部弾薬庫のものとみられる爆発が起き、「デアリング」は分断された。後部はすぐに沈んで先端を残すのみとなり、前部は転覆した後しばらく浮いていた。
2度の爆発音を聞いた「シスル」は調査に向かい、「デアリング」の残骸に行き着いた。「シスル」は「アイレクス」を呼んだが、「アイレクス」は「シスル」へ生存者救助を行うよう信号を送ると支援のボートを残さず敵潜捜索に向かった。「シスル」が発見した生存者は3名のみで、1名はすぐに姿を消し、もう1名は救助に失敗。残る1名のみ、戻ってきた「アイレクス」から送られたボートに救助され、「シスル」に収容された。他に、カーリーフロートに乗った4名（またはいかだに乗った6名）が「イングルフィールド」に救助されている。
戦死者は艦長Sydney Cooper中佐以下、157名。もしくは156名。